# Cordocentesi
La cordocentesi, o funicolocentesi, comunemente chiamata anche prelievo di sangue dal cordone ombelicale o prelievo di sangue fetale (in inglese Percutaneous umbilical cord blood sampling o PUBS) è un test genetico diagnostico che fornisce informazioni per rilevare eventuali anomalie fetali, tramite l'analisi del sangue prelevato dal cordone ombelicale del feto.
Il feto riceve l'apporto di sangue materno nell'utero tramite una vena e due arterie. La vena ombelicale è responsabile per la trasmissione di sangue ricco di ossigeno dalla madre al feto; le arterie ombelicali sono invece responsabili per la rimozione dal feto di sangue povero di ossigeno. Questo permette ai tessuti del feto di essere perfusi correttamente. La cordocentesi fornisce un rapido mezzo per avere un'analisi cromosomica ed è utile quando le informazioni non possono essere ottenute attraverso l'amniocentesi, attraverso il prelievo dei villi coriali o con un esame ecografico (o se i risultati di queste indagini appaiono inconcludenti).
Il prelievo di sangue dal cordone ombelica comporta un rischio significativo di complicanze ed è di solito effettuato esclusivamente per le gravidanze ad alto rischio di difetto genetico. È stato usato con le madri con porpora trombocitopenica idiopatica.